# Conspiracy of One
| 전문가 평가                   | 전문가 평가 |
| 총 점수                       | 총 점수     |
| 출처                          | 점수        |
| ----------------------------- | ----------- |
| 메타크리틱                    | 60/100      |
| 평가 점수                     |             |
| 출처                          | 점수        |
| AllMusic                      | [ 2 ]       |
| Alternative Press             | 6/10        |
| The A.V. Club                 | Negative    |
| Christgau's Consumer Guide    | [ 5 ]       |
| Drowned in Sound              | 2/10        |
| Entertainment Weekly          | B           |
| Rolling Stone                 | [ 8 ]       |
| The Rolling Stone Album Guide | [ 9 ]       |
| Select                        | [ 10 ]      |
| Spin                          | 7/10        |

《Conspiracy of One》은 2000년 11월 14일, 컬럼비아 레코드에서 발매된 미국의 펑크 록 밴드 오프스프링의 여섯 번째 스튜디오 음반이다. 발매 당시, 밴드는 매출에 해를 끼치지 않을 것이라고 주장하며 개인 간 통신 파일 공유를 지지하기 시작했다. 컬럼비아 레코드가 고소하겠다고 위협하고 음반이 실제 발매로 끝날 때까지 《Conspiracy of One》은 원래 소매 전에 그들의 웹사이트에서 직접 발매될 계획이었다. 이 음반은 드러머 론 웰티가 참여한 마지막 음반으로, 그는 2003년 3월, 밴드에서 해고되었고, 그의 밴드인 스테디 그라운드를 결성했다.
《Conspiracy of One》은 발매 첫 주에 125,000장 이상의 판매고를 올리며, 빌보드 200 9위로 데뷔했고 싱글 〈Original Prankster〉, 〈Want You Bad〉, 〈Million Miles Away〉를 발매했다. 비록 그들의 이전 음반 《Americana》 (1998년)만큼 성공적이지는 않았지만, 나중에 미국 음반 산업 협회에 의해 플래티넘 인증을 받았다.

## 배경 및 녹음
오프스프링은 1999년의 대부분을 《Americana》 음반을 홍보하는 투어에 보냈다. 그들은 또한 악명 높은 우드스톡 1999에 출연하여 그들의 공연이 유료 방송으로 생중계되었다. 얼마간의 휴식 후, 멤버들은 2000년 초에 새로운 소재에 대한 작업을 시작하기 위해 다시 모였는데, 그 중 9곡은 당시 데모 단계에 있었다. 프런트맨인 덱스터 홀랜드는 2000년 5월, 《롤링 스톤》과의 인터뷰에서, 우리는 지난 크리스마스에 집에 돌아왔고, 단지 회복하기 위해 한 달이 걸렸고, 우리는 "음, 우리는 바로 다른 음반을 시작하고 싶은가?"라고 생각하기 시작했다고 말했다. "우리 모두는 일이 진행되는 방식에 대해 매우 흥분하고 있어서 저는 몇 달 동안 새로운 자료를 생각해 내려고 노력했고 그 후 이 데모들을 짜내기 시작했습니다." 오프스프링은 2000년 6월에 《Conspiracy of One》를 위한 녹음 세션을 시작하기 위해 공식적으로 스튜디오에 들어갔다. 음반 녹음을 위해 밴드는 프로듀서로 브렌던 오브라이언을 선임했고 두 달 동안 캘리포니아주 노스할리우드의 NRG 스튜디오에서 음반을 녹음했다.

## 곡 목록
모든 곡들은 덱스터 홀랜드에 의해 작사/작곡하였다.
| #   | 제목                    | 재생 시간 |
| --- | ----------------------- | --------- |
| 1.  | Intro                   | 0:06      |
| 2.  | Come Out Swinging       | 2:47      |
| 3.  | Original Prankster      | 3:42      |
| 4.  | Want You Bad            | 3:23      |
| 5.  | Million Miles Away      | 3:40      |
| 6.  | Dammit, I Changed Again | 2:49      |
| 7.  | Living in Chaos         | 3:28      |
| 8.  | Special Delivery        | 3:00      |
| 9.  | One Fine Day            | 2:45      |
| 10. | All Along               | 1:39      |
| 11. | Denial, Revisited       | 4:33      |
| 12. | Vultures                | 3:35      |
| 13. | Conspiracy of One       | 2:17      |

## 인증
| 국가                                                                                         | 인증        | 판매량/출하량 |
| -------------------------------------------------------------------------------------------- | ----------- | ------------- |
| 오스트레일리아 (ARIA)                                                                        | 2× 플래티넘 | 140,000^      |
| 오스트리아 (IFPI 오스트리아)                                                                 | 골드        | 25,000*       |
| 벨기에 (BEA)                                                                                 | 골드        | 25,000*       |
| 캐나다 (뮤직 캐나다)                                                                         | 2× 플래티넘 | 200,000^      |
| 핀란드 (Musiikkituottajat)                                                                   | 골드        | 29,330        |
| 프랑스 (SNEP)                                                                                | 2× 골드     | 200,000*      |
| 독일 (BVMI)                                                                                  | 골드        | 150,000^      |
| 일본 (RIAJ)                                                                                  | 플래티넘    | 200,000^      |
| 뉴질랜드 (RMNZ)                                                                              | 플래티넘    | 15,000^       |
| 노르웨이 (IFPI 노르웨이)                                                                     | 골드        | 25,000*       |
| 스페인 (PROMUSICAE)                                                                          | 플래티넘    | 100,000^      |
| 스위스 (IFPI 스위스)                                                                         | 플래티넘    | 50,000^       |
| 영국 (BPI)                                                                                   | 플래티넘    | 300,000       |
| 미국 (RIAA)                                                                                  | 플래티넘    | 1,000,000^    |
| 요약                                                                                         |             |               |
| 유럽 (IFPI)                                                                                  | 플래티넘    | 1,000,000*    |
| *판매량을 기반으로 한 인증 · ^출하량을 기반으로 한 인증 · 판매량+스트리밍을 기반으로 한 인증 |             |               |